# بوشيني أصفر البذور
بوشيني أصفر البذور (الاسم العلمي: Puccinia xanthosperma) هو نوع من الفطريات يتبع جنس البوشيني من فصيلة البوشينية.